# MFK Karviná
El Městský fotbalový klub Ostravsko-karvinské doly Karviná (en español: Club de Fútbol de la Ciudad Minas Ostrava-Karvina de Karviná), conocido simplemente como MFK OKD Karviná, es un equipo de fútbol de la República Checa que juega en la Gambrinus liga, la liga de fútbol más importante del país.

## Historia
Fue fundado en el año 1919 en la ciudad multi-étnica de Cieszyn Silesia y ha sido sede de varios equipos de fútbol establecidos por grupos minoritarios al finalizar la Primera Guerra Mundial, con el nombre PKS Polonia Karwina, el cual fue fundado por inmigrantes polacos.
Al finalizar la Segunda Guerra Mundial, el PKS Polonia Karwina se fusionó con el ZSJ OKD Mír Karviná en los años 1950, donde llegaron a jugar en la Gambrinus liga en 2 ocasiones, pero en ambas descendieron en la misma temporada.
En el 2003 se fusionaron con el Jäkl Karviná para crear al equipo actual, aunque comenzaron desde la cuarta división, donde en el año 2008 ascendieron a la Druhá liga, liga donde juegan desde entonces.

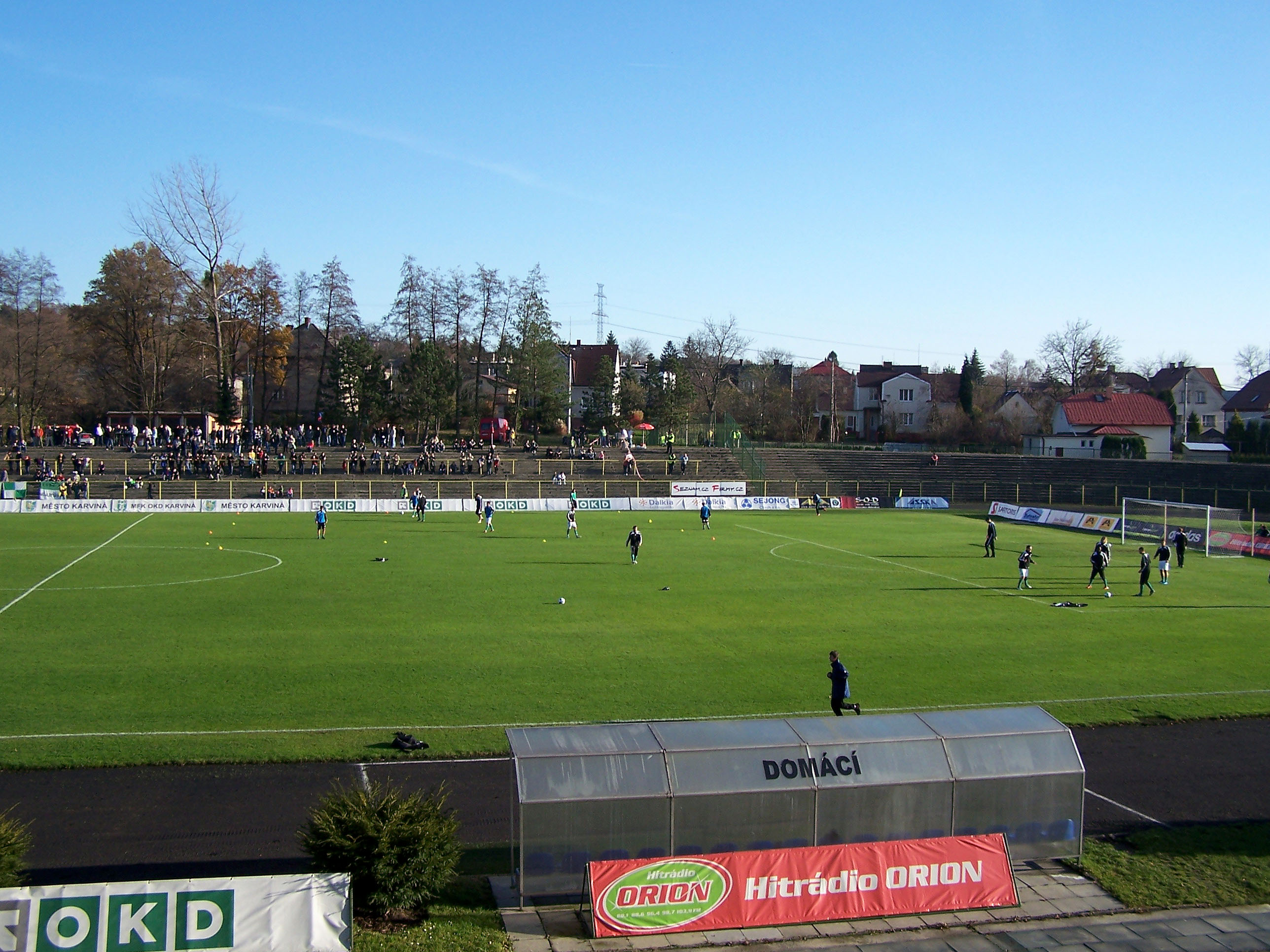
Entrenamiento del MFK Karviná antes del partido por la Czech Cup ante el SK Slavia Prague en el 2009.

## Nombres Anteriores
- 1919–38: PKS Polonia Karviná
- 1945–48: SK Polonia Karviná
- 1948–51: Sokol Polonia Karviná
- 1951–53: Sokol OKD Mír Karviná
- 1953–61: Baník Karviná Mír
- 1961–94: Baník 1. máj Karviná
- 1994–95: FC Karviná–Vítkovice (tras fusionarse con el FC Vítkovice Kovkor)
- 1995–2003: FC Karviná
- 2003–presente: MFK Karviná (tras fusionarse con el Jäkl Karviná)

## Palmarés
- Druhá liga: 2

2015/16, 2022/23